# Флойд, Джордж

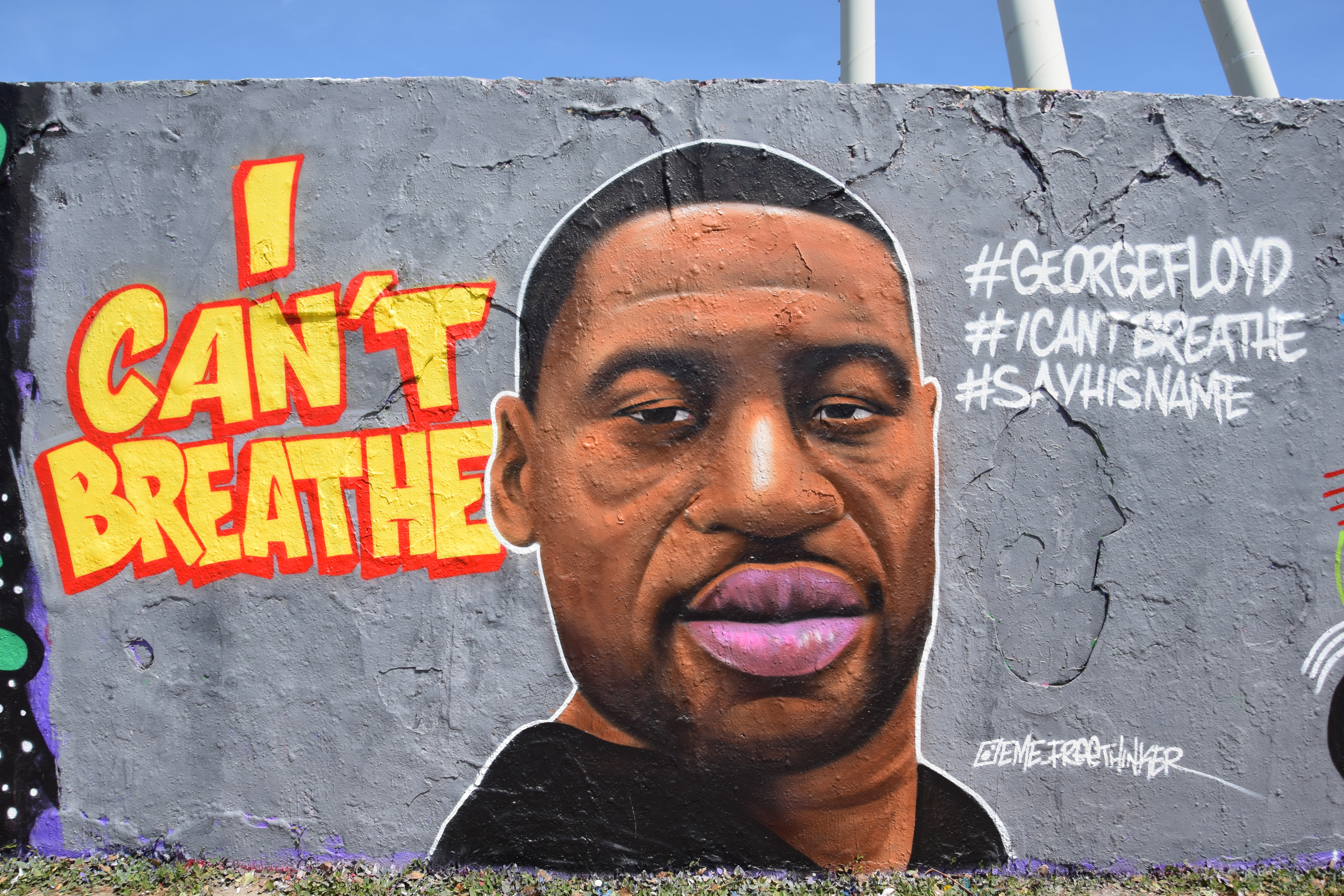
Граффити в честь Флойда на Берлинской стене, слева фраза «Я не могу дышать»

Джордж Пе́рри Флойд-младший (англ. George Perry Floyd Jr.; 14 октября 1973, Фейетвилл, Северная Каролина, США — 25 мая 2020, Миннеаполис, Миннесота, США) — афроамериканец, погибший во время ареста в Миннеаполисе 25 мая 2020 года. Массовые протесты в ответ на смерть Флойда и (в более широком контексте) на насилие со стороны полиции против других чернокожих, быстро распространились по всей территории Соединённых Штатов и далее по всему миру.
Флойд вырос в Хьюстоне, штат Техас. В 2000-е годы он был несколько раз арестован за кражу и хранение наркотиков; в 2009 году заключил соглашение о признании вины за вооружённое ограбление, в результате отбыв четыре года тюрьмы.
В 2014 году он переехал в Миннеаполис, штат Миннесота, где нашёл работу водителя грузовика и вышибалы. В 2020 году он потерял работу охранника из-за пандемии COVID-19. 25 мая Флойд умер во время ареста за то, что якобы использовал поддельные деньги при покупке сигарет; во время ареста белый полицейский Дерек Шовин надавил коленом на шею и спину Флойда, прижав его к асфальту, и продержал его в таком положении почти 8 минут, в течение которых он погиб. События этого ареста, смерть подозреваемого и действия офицеров привели к международным протестам движения Black Lives Matter, призывам к сокращению финансирования полиции и реформам законодательства для устранения предполагаемого расового неравенства.

## Биография

### Ранние годы и образование
Флойд родился в Фейетвилле, штат Северная Каролина, и вырос в Куней Хоумс в Третьем приходе Хьюстона, штат Техас.
В средней школе Йейтса Флойд играл в баскетбольной команде и помог команде по американскому футболу. Затем в течение двух лет обучался в Южном Флоридском Общественном Колледже и играл в его баскетбольной команде. Потом перевёлся в Техасский университет A&M — Кингсвилл, где также играл в баскетбол, прежде чем бросить учёбу. Друзья и семья называли его Перри и характеризовали как «нежного гиганта». Рост Джорджа Флойда составлял 193 см, вес 101 кг.

### Дальнейшая биография
Флойд вернулся в Хьюстон, где занялся тюнингом машин и играл в клубный баскетбол. Начиная с 1994 года, он также выступал в качестве рэпера, используя сценическое имя «Big Floyd» в хип-хоп-группе Screwed Up Click. Он также был неформальным лидером сообщества и наставником молодёжи в местной христианской церковной общине.
Флойд был по меньшей мере 5 раз приговорён к отбыванию наказания в тюрьме. В 1990-х годах Флойд был дважды осужден за кражу и доставку наркотиков. В августе 1998 года он также получил срок за кражу. В 2005 на 10 месяцев за наркотики, в 2002 на 8 месяцев также за наркотики, чуть ранее на 30 дней за преступное посягательство на чужую собственность.
В 2007 году Флойд был задержан за вооружённое ограбление, которое он совершил с пятью сообщниками. Во время вторжения в дом, Флойд угрожал огнестрельным оружием хозяйке дома Арасели Энрикес (Aracely Henriquez), приставляя пистолет к её животу. Точно неизвестно, была ли Энрикес беременна. В 2009 году Флойд пошёл на сделку о признании вины и был приговорён к пяти годам тюремного заключения.
Флойд был условно освобождён в 2013 году, проведя четыре года в тюрьме города Диболл, в Техасе. После освобождения он связался с «Воскрешение — Хьюстон», местной церковью и служением.
В 2014 году он переехал в Миннеаполис, штат Миннесота, чтобы найти работу, как это сделали некоторые из его близких друзей. Работал водителем грузовика и охранником и жил в Сент-Луис-Парке. В 2017 году он снял видео против вооружённого насилия. В 2020 году он потерял работу охранником из-за пандемии COVID-19.

### Убийство

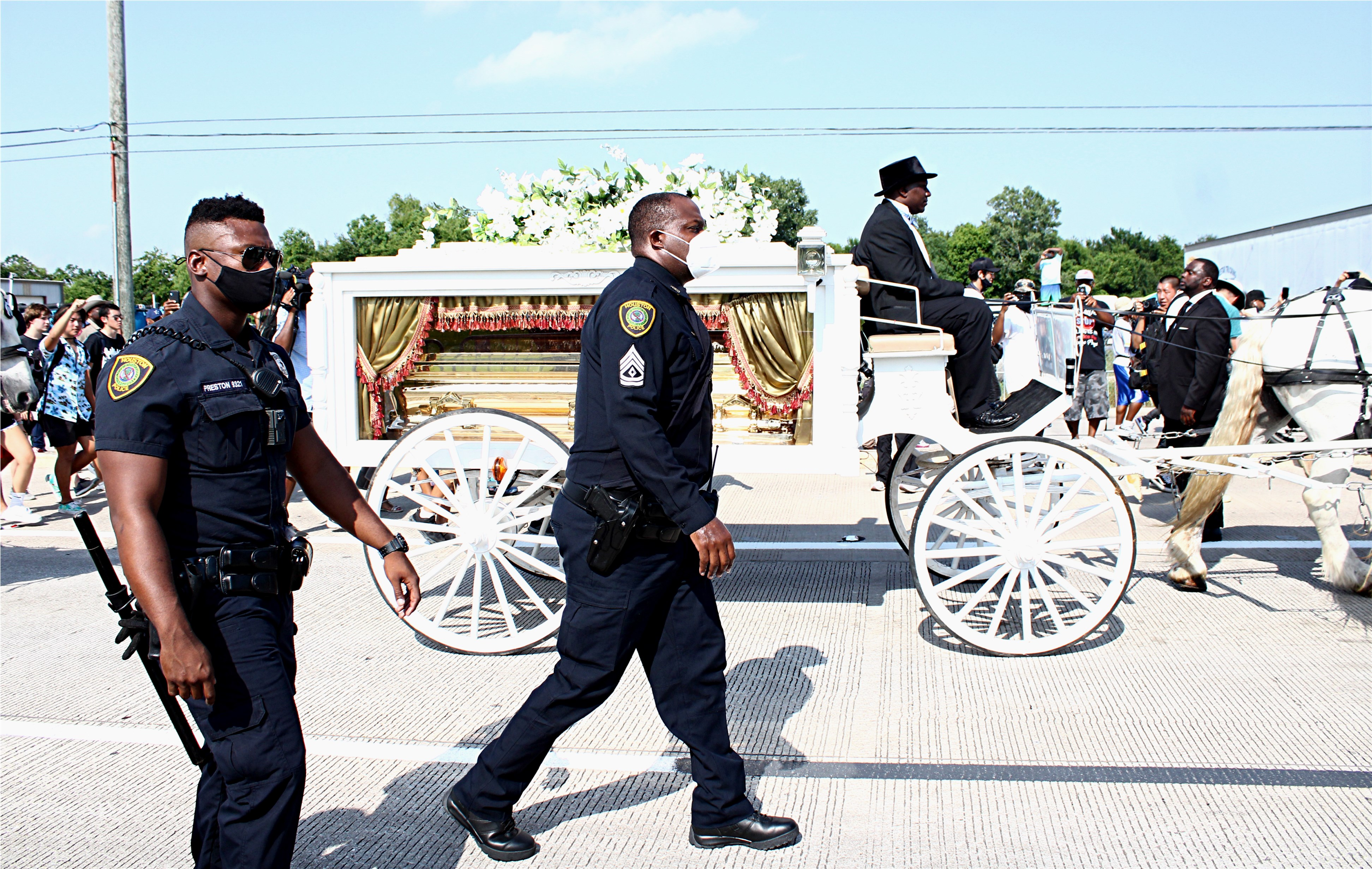
Экипаж, везущий гроб Флойда на похороны, Пэрленд, Техас, 9 июня 2020 года

25 мая 2020 года Флойд был арестован по обвинению в передаче поддельной купюры в 20 долларов в продуктовом магазине в районе Паудерхорн Парк в Миннеаполисе. По словам продавца, купюра явно была поддельной, а Флойд отказался возвращать купленные сигареты.
Флойд умер после того, как полицейский Дерек Шовин прижал колено к шее Флойда и держал в течение 8 минут и 46 секунд во время ареста. Флойд в это время уже был в наручниках, два других офицера ещё больше сдерживали Флойда, а четвёртый не позволял очевидцам вмешаться. Еще до фиксации коленом, Флойд неоднократно повторял: «Я не могу дышать» (англ. I can't breathe), просил воды и жаловался, что у него всё болит. В течение последних трех минут Флойд был неподвижен, и у него не прослеживался пульс, но офицеры не попытались его реанимировать. Шовин держал колено на шее Флойда, когда прибывшие медики из скорой помощи пытались ему помочь.
Официальное вскрытие показало, что Флойд скончался от сердечно-лёгочной недостаточности. Токсиколог обнаружил в его организме несколько психоактивных веществ или метаболитов, и медицинский эксперт отметил, что интоксикация фентанилом и недавнее употребление метамфетамина в значительной степени способствовали летальному исходу, хотя и не явились его причиной. Второе вскрытие, проведенное по инициативе семьи Флойда и выполненное Майклом Баденом без доступа к различным образцам тканей и жидкости, показало, что «свидетельство согласуется с механической асфиксией как причиной» смерти с компрессией шеи, ограничивающей приток крови к мозгу, и компрессией спины, ограничивающей дыхание.
После смерти Флойда в США и некоторых других странах проводились акции протеста против полицейского насилия и вседозволенности. Во время многих из этих протестов имели место случаи погромов, грабежей и насилия. Протесты прошли в более чем 400 городах и во всех 50 штатах США, а также на международном уровне.
20 апреля 2021 суд присяжных признал бывшего полицейского Дерека Шовина виновным в непреднамеренном убийстве Джорджа Флойда.

## Личная жизнь
У Джорджа Флойда пятеро детей, в том числе две дочери в возрасте 6 и 22 лет, которые проживают в Хьюстоне, и взрослый сын в Брайане, штат Техас.

## Мемориалы и наследие
Различные поминальные службы были запланированы по всему миру. 4 июня 2020 года в Миннеаполисе состоялась панихида по Флойду, речь произнёс преподобный Эл Шарптон. Публичные службы планировались в Северной Каролине 6 июня и в Хьюстоне 8 и 9 июня. Флойд похоронен рядом со своей матерью Ларсенией Флойд в Пирленде, штат Техас.
В Северном Центральном университете Миннеаполиса состоялась поминальная служба, и было объявлено об учреждении стипендии имени Джорджа Флойда, с призывом к другим колледжам и университетам последовать их примеру. Президент университета Скотт Хаген объявил, что по состоянию на 4 июня стипендиальный фонд получил пожертвования в размере 53 000 долларов США. Штат Алабама объявил стипендию в честь Джорджа Флойд и Грега Ганна (ещё один афроамериканец, застреленный белым полицейским в 2016 году) в ответ несколько часов спустя, призывая другие исторически черные колледжи и университеты последовать их примеру; Университет Оквуда объявил стипендию в тот же день. Университет штата Миссури и университет Огайо. 6 июня SUNY Buffalo State и Copper Mountain College также учредили стипендии имени Флойда.
Уличные художники в некоторых странах мира создали граффити в честь Флойда. На части из них Флойд представлен призраком в Миннеаполисе, ангелом в Хьюстоне и плачущим кровью святым в итальянском Неаполе. Граффити на Международной стене в Белфасте, заказанном Фестивалем народа (Féile an Phobail) и Visit West Belfast (Fáilte Feirste Thiar), изображен большой портрет Флойда над сценой, в которой Шовин прижимает коленом шею Флойда, в то время как трое других офицеров повёрнуты спиной и каждый прикрывает глаза, уши или рот в манере Трёх Мудрых Обезьян («Не вижу зла, не слышу зла, не говорю о зле»). К 6 июня подобные граффити появились во многих городах, в том числе в Манчестере, Далласе, Майами, Идлибе, Лос-Анджелесе, Найроби, Окленде, Стромбеке-Бевер, Берлине, Пенсаколе и Ла-Месе.
20 июня 2021 года в Нью-Йорке открыли монумент из белого дерева в честь Флойда. Открытие памятника было приурочено ко Дню отмены рабства в США.